# Chelsea Bridge
Die Chelsea Bridge ist eine Straßenbrücke über die Themse in London. Sie verbindet den Stadtteil Chelsea im Stadtbezirk Royal Borough of Kensington and Chelsea auf der Nordseite mit dem Stadtteil Battersea im Stadtbezirk London Borough of Wandsworth auf der Südseite. Südwestlich von ihr liegt der Battersea Park, rund 140 m flussabwärts die Grosvenor Bridge (Victoria Railway Bridge) und jenseits der Gleise im Südosten die Battersea Power Station.
Die heutige, 1937 eröffnete Brücke war die erste selbstverankerte Hängebrücke Großbritanniens. Ihre Vorgängerin war eine 1858 eröffnete Kettenbrücke.

## Hängebrücke (1937)
Nachdem die ursprüngliche Kettenbrücke dem zunehmenden Verkehr nicht mehr gewachsen war, plante man, sie durch eine sechsspurige Brücke zu ersetzen, die aber während der Depression nicht finanziert werden konnte. Man entschied sich daher für eine vierspurige Brücke, die in den Jahren 1935 bis 1937 auf neuen, stärkeren Fundamenten gebaut wurde.
Wegen der breiter gewordenen Fahrzeuge ist die Fahrbahn inzwischen in nur noch drei Spuren eingeteilt, wobei eine der beiden stadteinwärts führenden Spuren für Busse, Taxis und Radfahrer reserviert ist.
Die Hängebrücke ist 213 m lang und hat eine Spannweite von 101 m. Ihr Fahrbahndeck ist 12 m breit; auf beiden Seiten gibt es einen 3,7 m breiten Gehweg, der außerhalb der Tragseile verläuft.
Jedes der beiden Tragkabel besteht aus 37 Drahtseilen, die in einem Sechseckprofil zusammengepresst sind. Die Hänger bestehen aus runden Stahlstäben, die mit Spannschrauben justiert werden können. Die Tragkabel sind nicht in Ankerblöcken befestigt, da der Londoner Lehmboden die horizontalen Zugkräfte nicht aufnehmen kann. Deshalb wurden die Tragkabel an dem Fahrbahnträger verankert, der entsprechend stabil ausgeführt werden musste, um den auf ihn einwirkenden horizontalen Kräften zu widerstehen. Die Chelsea Bridge wurde damit zur ersten selbstverankerten Hängebrücke in Großbritannien.
Ihre Pylone sind schlichte Stahlblech-Konstruktionen. Da die Battersea Power Station die gesamte Umgebung dominiert, meinte man, auf eine besondere architektonische Gestaltung der Brücke verzichten zu können. Lediglich die Laternenmasten an den Einfahrten wurden mit geschwungenen Kragarmen, den Wappen von Chelsea und Battersea und einem Schiffsmodell auf der Spitze verziert.
Ihre Wiedereröffnung im Jahr 1937 erfolgte durch den kanadischen Premierminister William Lyon Mackenzie King, weil im Brückendeck auch Douglasien aus Kanada verarbeitet wurden.

## Kettenbrücke (1858)

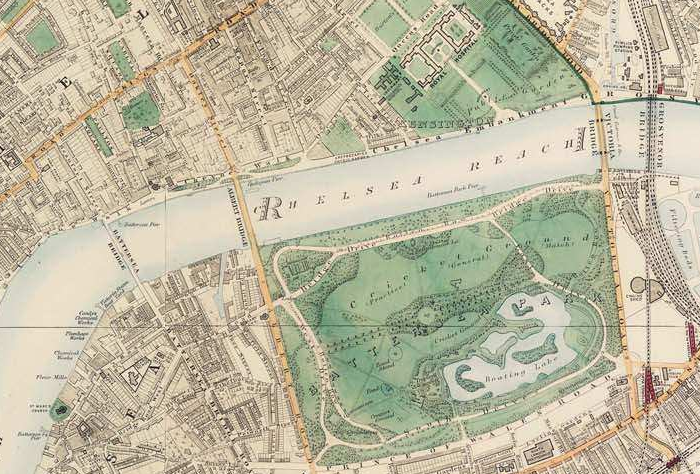
Chelsea und Battersea 1891 mit (von links nach rechts) der Battersea Bridge, Albert Bridge, Victoria (nun Chelsea) Bridge and Grosvenor Railway Bridge

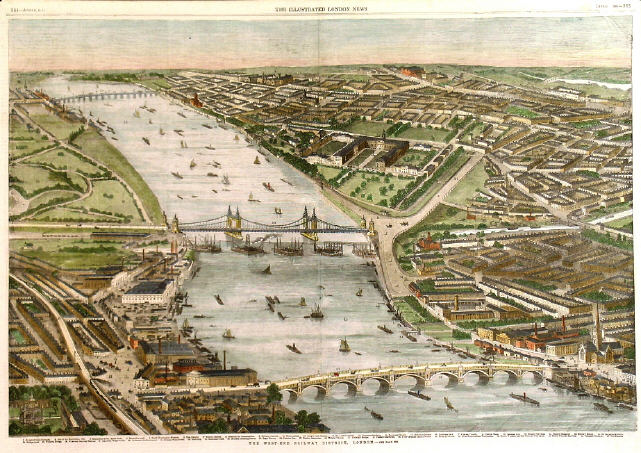
Battersea Bridge (oben), Victoria Bridge und Vauxhall Bridge, 1859

1846 wurde ein Gesetz zum Bau einer Brücke über die Themse erlassen, die die Stadtteile Pimlico, Belgravia und Chelsea mit dem geplanten Battersea Park verbinden sollte. Aus mehreren Entwürfen, die unter anderem eine Steinbogenbrücke und eine gusseiserne Bogenbrücke mit sieben bzw. fünf Bögen vorsahen, wurde schließlich der Plan einer Kettenbrücke von Thomas Page ausgewählt, dem auch die Leitung der 1851 begonnenen Bauarbeiten übertragen wurde.
Die Brücke war insgesamt 214,6 m (704 ft) lang und 14,3 m (47 ft) breit. Sie hatte Spannweiten von 101,5 m (333 ft) in der Hauptöffnung und von je 50,7 m (166,5 ft) in den beiden Seitenöffnungen.
Die Gründung der Pfeiler bestand aus tief in den Boden der Themse gerammten Holzpfählen, die durch gusseiserne Pfähle verstärkt und von gusseisernen Platten umgeben wurden. Auf dieser Gründung standen 26,8 m (88 ft) lange und 5,8 m (19 ft) breite gemauerte Pfeiler als Basis für die Pylone aus gusseisernen Rahmen und Platten, die mehrfach durch Querstreben versteift und mit dekorativen gusseisernen Rahmen und Turmspitzen verziert waren.
Die Ketten bestanden aus schmiedeeisernen Augenstäben, die Hänger ebenfalls aus Eisenstäben. Die Ketten waren in 30,48 m (100 ft) langen und 15,24 m (50 ft) breiten gemauerten Ankerboxen befestigt.
Der Fahrbahnträger bestand aus zwei schmiedeeisernen 1,83 m (6 ft) hohen Fachwerkträgern mit Querstreben und Eisenplatten. Auf sie wurde eine Schicht aus mit Kork gemischtem Bitumen aufgebracht als Grundlage für den Fahrbahnbelag aus Blöcken aus Schiffseiche.
Am 28. März 1858 wurde die damals Victoria Bridge genannte Brücke zusammen mit dem Battersea Park eröffnet. Die Gesamtkosten einschließlich Planung, Bauüberwachung, Schiedsverfahrenkosten etc. betrugen £ 94.266. Bis zum  Jahr 1879 war die Brücke mautpflichtig.

## Sonstiges
Bei den Erdarbeiten für die erste Chelsea Bridge wurden eine Reihe keltischer und römischer Waffen und Knochen gefunden, was Historiker zur Annahme führte, dass Caesar bei seiner Zweiten Invasion Britanniens 54 v. Chr. an dieser Stelle die Themse überschritten haben könnte. Das bedeutendste Fundstück war der Battersea-Schild.
Der Jazzmusiker Billy Strayhorn verfasste mit der Komposition Chelsea Bridge einen von vielen Musikern interpretierten
Jazzstandard.